# Charles Geoffrey Chinedu
Charles Geoffrey Chinedu (ur. 1 października 1997 w Lagos) – nigeryjski piłkarz, grający na pozycji napastnika.

## Kariera piłkarska

### Kariera klubowa
Wychowanek klubów FK Teplice i Skënderbeu Korcza. Karierę piłkarską rozpoczął w drugiej drużynie Skënderbeu Korcza. 2 lutego 2017 został wypożyczony do KS Besa. 31 sierpnia 2017 został piłkarzem FK Rabotniczki Skopje. 1 września 2019 podpisał kontrakt z Olimpikiem Donieck. 5 marca 2020 został wypożyczony do JK Narva Trans.
| Sezon   | Klub                  | Kraj               | Rozgrywki        | Mecze | Bramki | Rozgrywki Europy | Mecze | Bramki |
| ------- | --------------------- | ------------------ | ---------------- | ----- | ------ | ---------------- | ----- | ------ |
| 2016/17 | KS Besa               | Albania            | Kategoria e Parë | 7     | 1      | –                | –     | –      |
| 2017/18 | FK Rabotniczki Skopje | Macedonia Północna | PMFL             | 28    | 11     | –                | –     | –      |
| 2018/19 | FK Rabotniczki Skopje | Macedonia Północna | PMFL             | 30    | 1      | Liga Europy UEFA | 2     | 0      |
| 2019/20 | Olimpik Donieck       | Ukraina            | Premier-liha     | 11    | 0      | –                | –     | –      |
| 2020    | JK Narva Trans        | Estonia            | Meistriliiga     | 1     | 0      | –                | –     | –      |

## Sukcesy i odznaczenia

### Sukcesy klubowe
FK Rabotniczki Skopje
- brązowy medalista mistrzostw Macedonii: 2017/18